# Żmijowiec zwyczajny
Żmijowiec zwyczajny (Echium vulgare L.) – gatunek rośliny z rodziny ogórecznikowatych. Swoją nazwę zawdzięcza wystającym z korony kwiatu pręcikom, przypominającym język żmii, oraz temu, że w przeszłości używany był przeciw ukąszeniom żmii. Rozpowszechniony na świecie, w Polsce pospolity na niżu. 

## Rozmieszczenie geograficzne
Występuje na wszystkich kontynentach (poza Antarktydą) i na wielu wyspach. W Europie i Ameryce Północnej jest szeroko rozprzestrzeniony. W Europie sięga na północy po Islandię i około 63° szerokości geograficznej na Półwyspie Skandynawskim. W Polsce jest pospolity na całym niżu i w niższych położeniach górskich. Status gatunku we florze Polski: archeofit.

## Morfologia

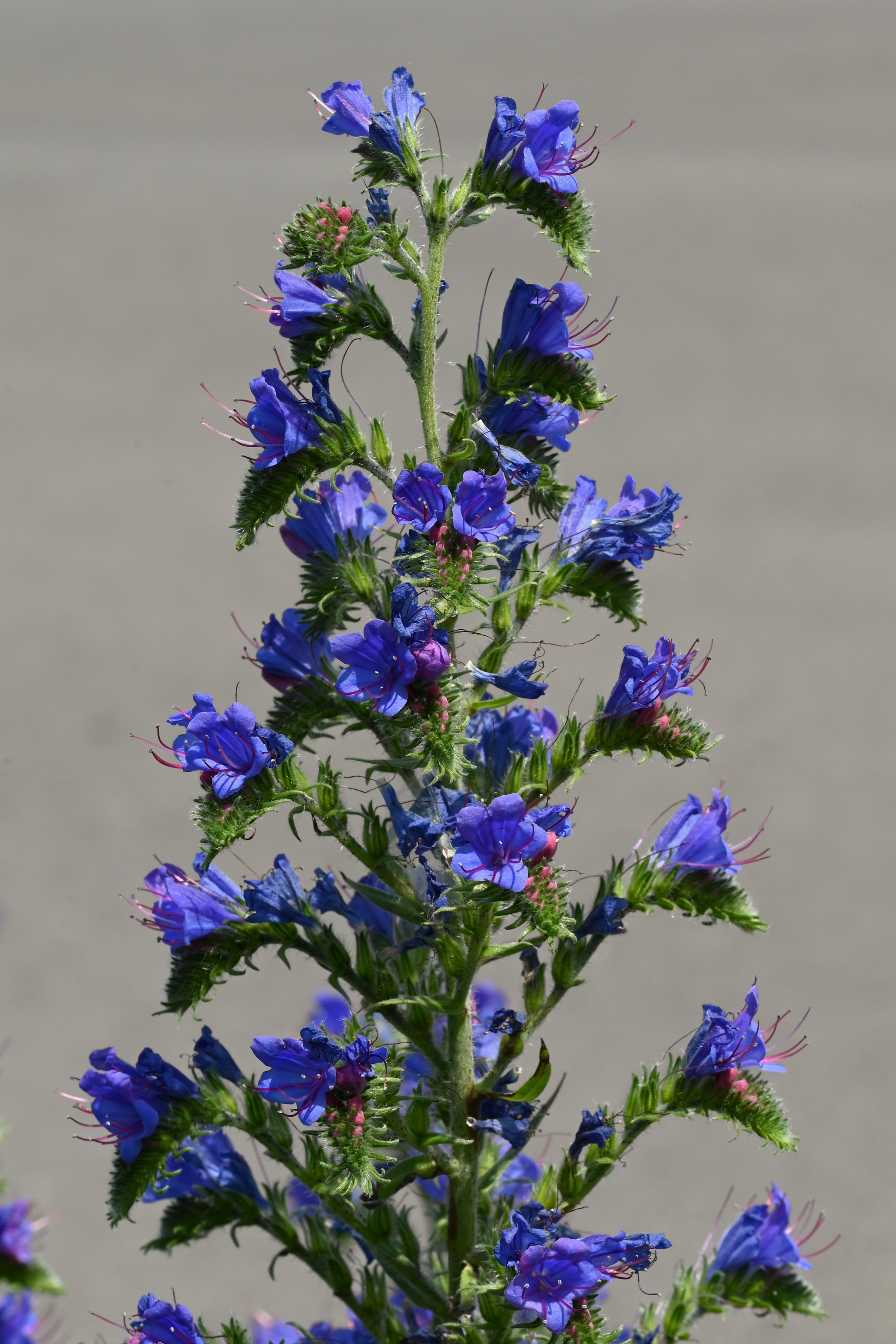
Kwiatostan

ŁodygaWzniesiona, gruba, pojedyncza lub rozgałęziona, o wysokości do 100 cm. Cała pokryta jest dwoma rodzajami włosków: krótkimi i przylegającymi oraz długimi (do 2,5 mm), odstającymi i szczeciniastymi, wyrastającymi na szczytach czerwonawych brodawek. Brodawki te powodują, że łodyga jest charakterystycznie kropkowana.
LiściePodługowato lancetowate liście odziomkowe o długości do 20 cm mają nasady zwężające się w ogonek. Liście górne są siedzące, w górnej części kwiatostanu tworzą przysadki. Są lancetowate, szorstko owłosione, o zaostrzonych końcach, całobrzegie.
KwiatyZebrane w kwiatostany typu skrętek wyrastające w kątach liści. Skrętki początkowo ciasno zwinięte, prostują się wraz z zakwitaniem kolejnych pąków kwiatowych. Kwiaty najpierw purpurowe, później niebieskie, o lejkowatym kształcie i długości 15–20 mm. 4 lancetowate i zaostrzone działki kielicha, zrosłe tylko nieco w samej nasadzie, rosną również po przekwitnięciu kwiatu. Płatki korony zrosłe w krótszą od kielicha rurkę, górą rozchylające się niesymetrycznymi wargami (korona prawie dwuwargowa). Słupek z długą szyjką i rozdwojonym czerwonym znamieniem, 4 czerwone pręciki z pałeczkowatymi pylnikami oraz jeden niższy. Słupek i pręciki wystają z korony.
OwocJajowato trójkanciasta rozłupnia o długości do 3 mm. Rozpada się na cztery ciemnobrunatne rozłupki o ząbkowanych kantach i powierzchni pokrytej brodawkami.
KorzeńZgrubiały, wrzecionowatego lub burakowatego kształtu, o ciemnobrunatnym kolorze.
Gatunki podobneW cieplejszej części zasięgu występuje razem i mylić się może ze żmijowcem babkowatym, który różni się wystającymi z korony tylko dwoma pręcikami (nie czterema) i sercowatą, a nie zaokrągloną nasadą górnych liści łodygowych.

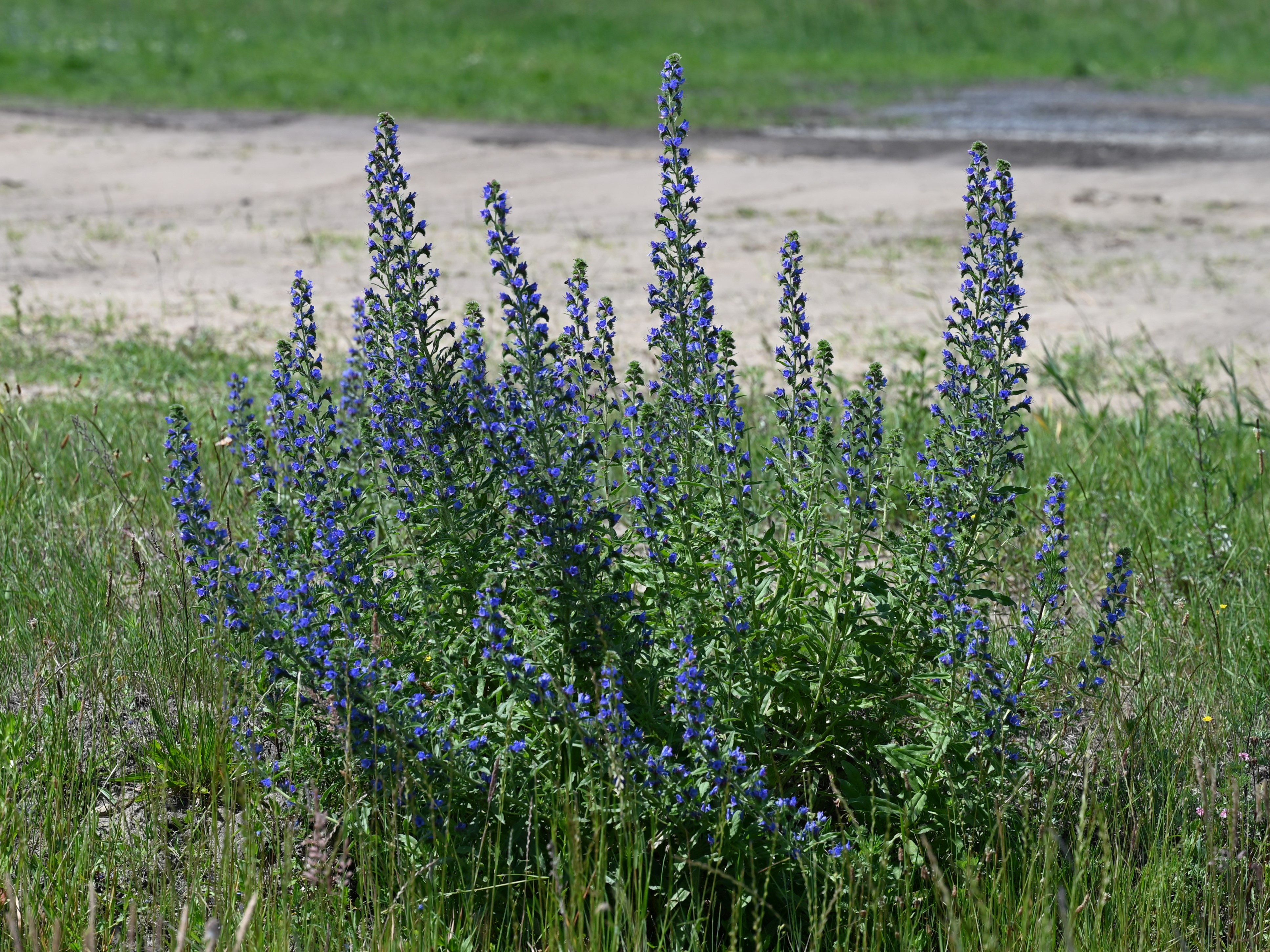
Pokrój
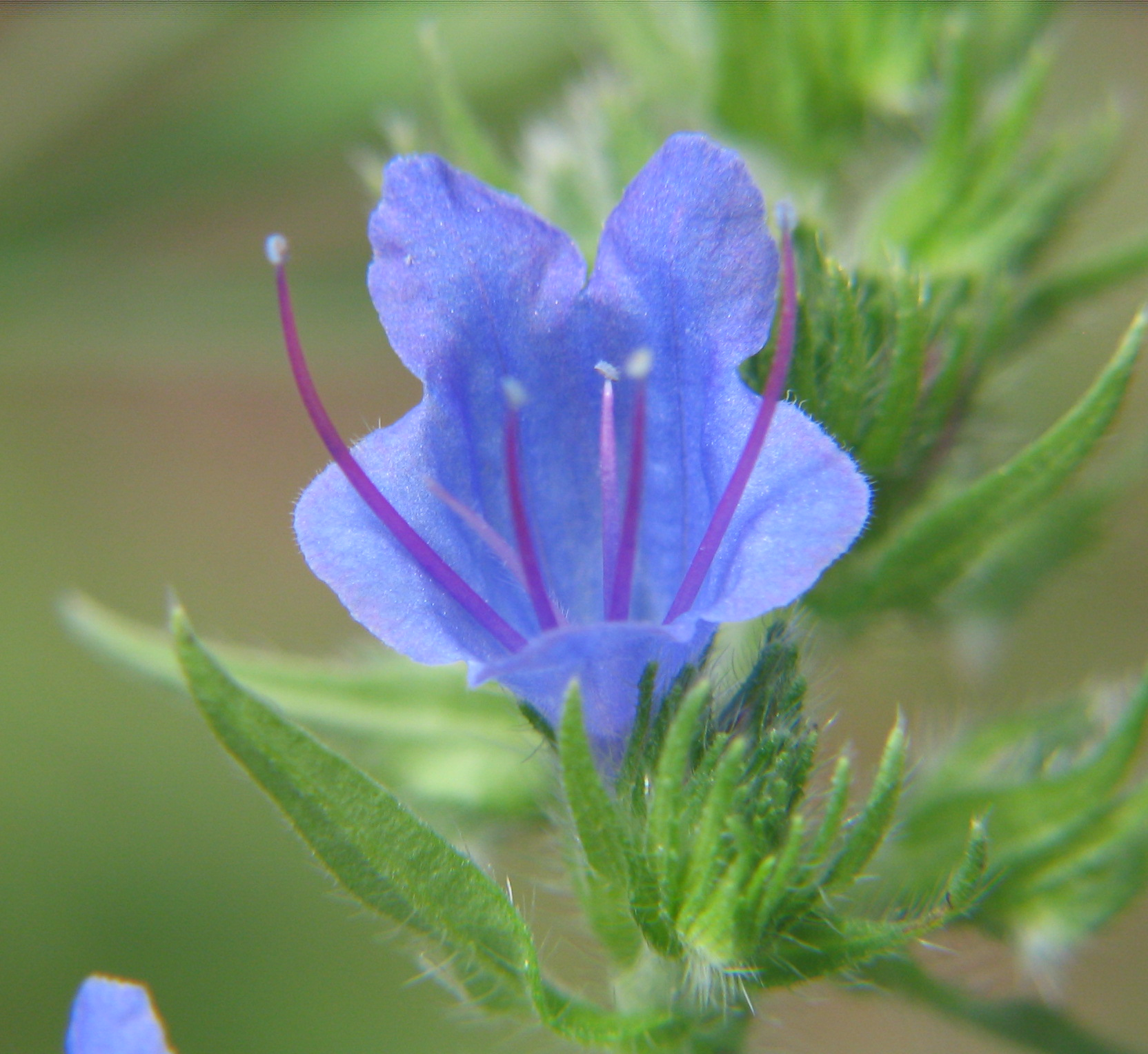
Pojedynczy kwiat
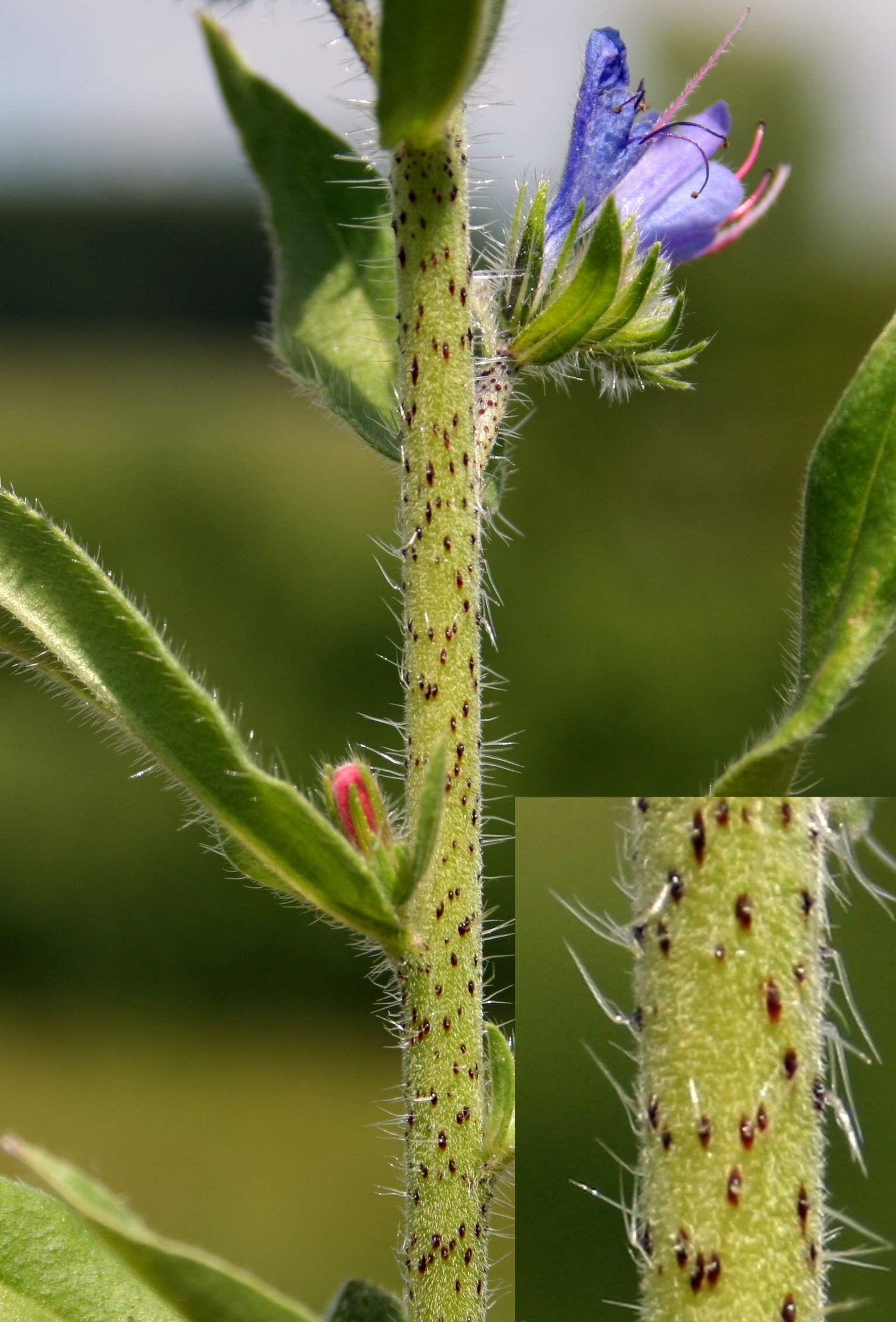
Łodyga
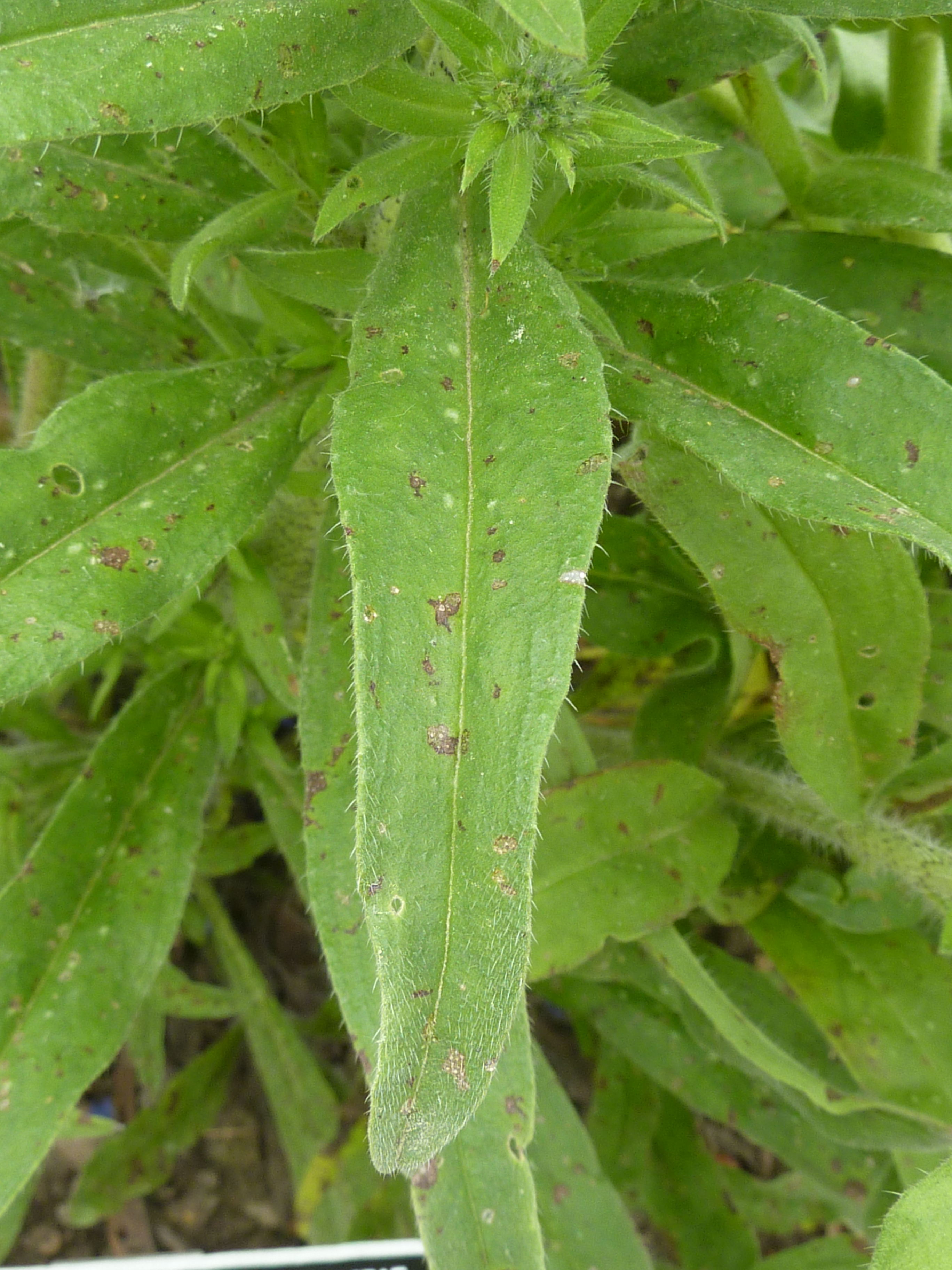
Liść
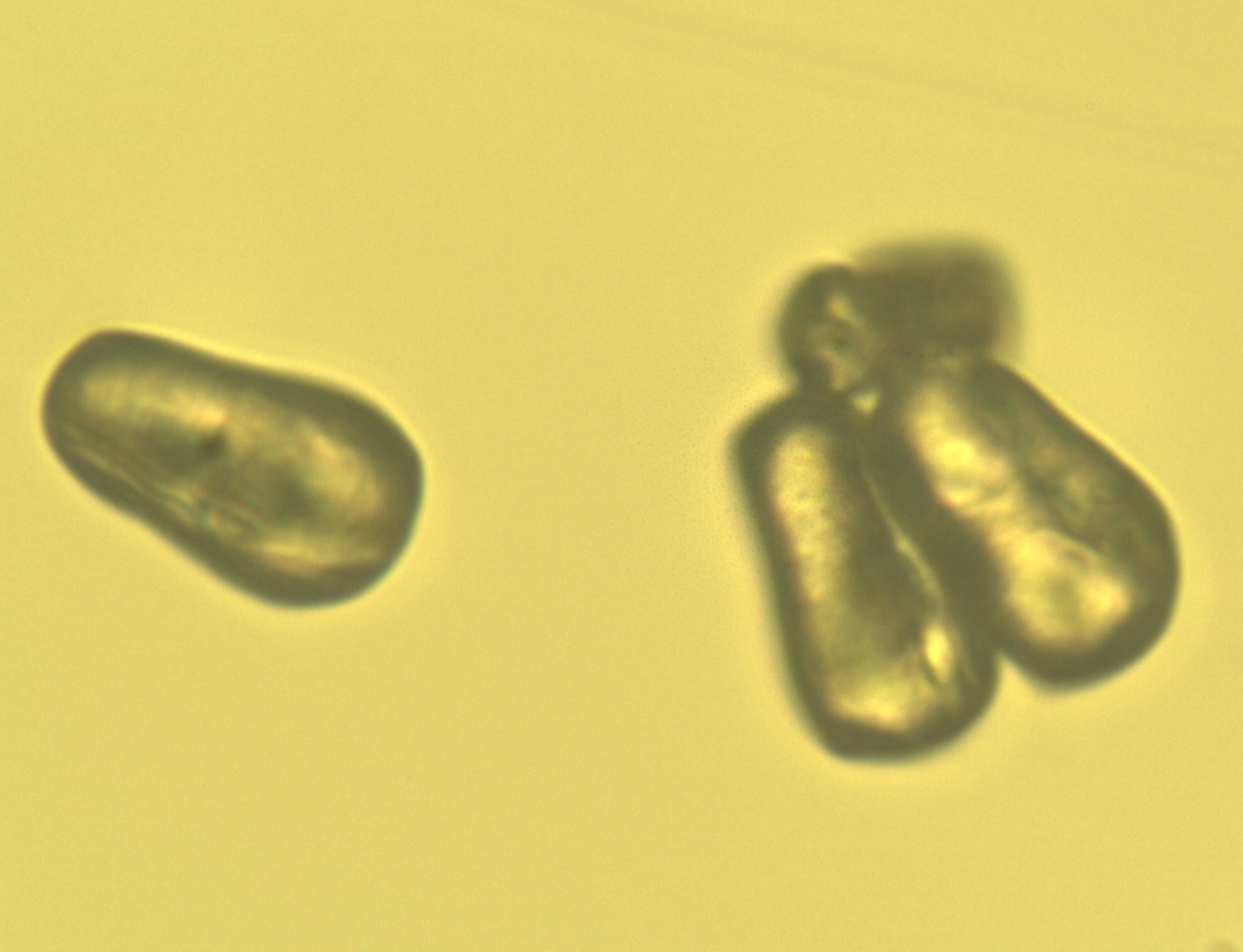
Pyłek

## Biologia i ekologia

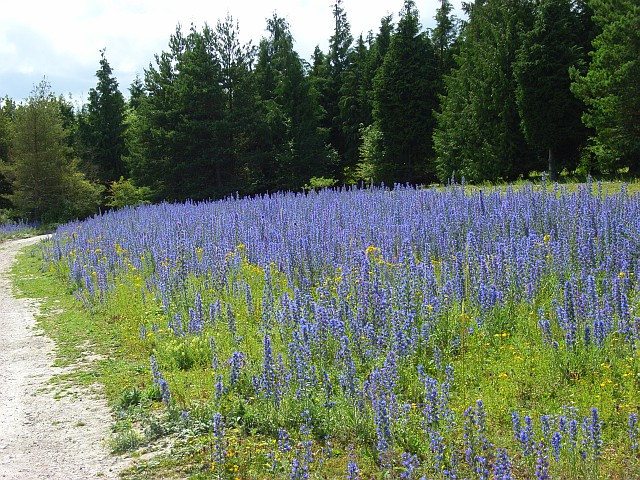
Łan żmijowca

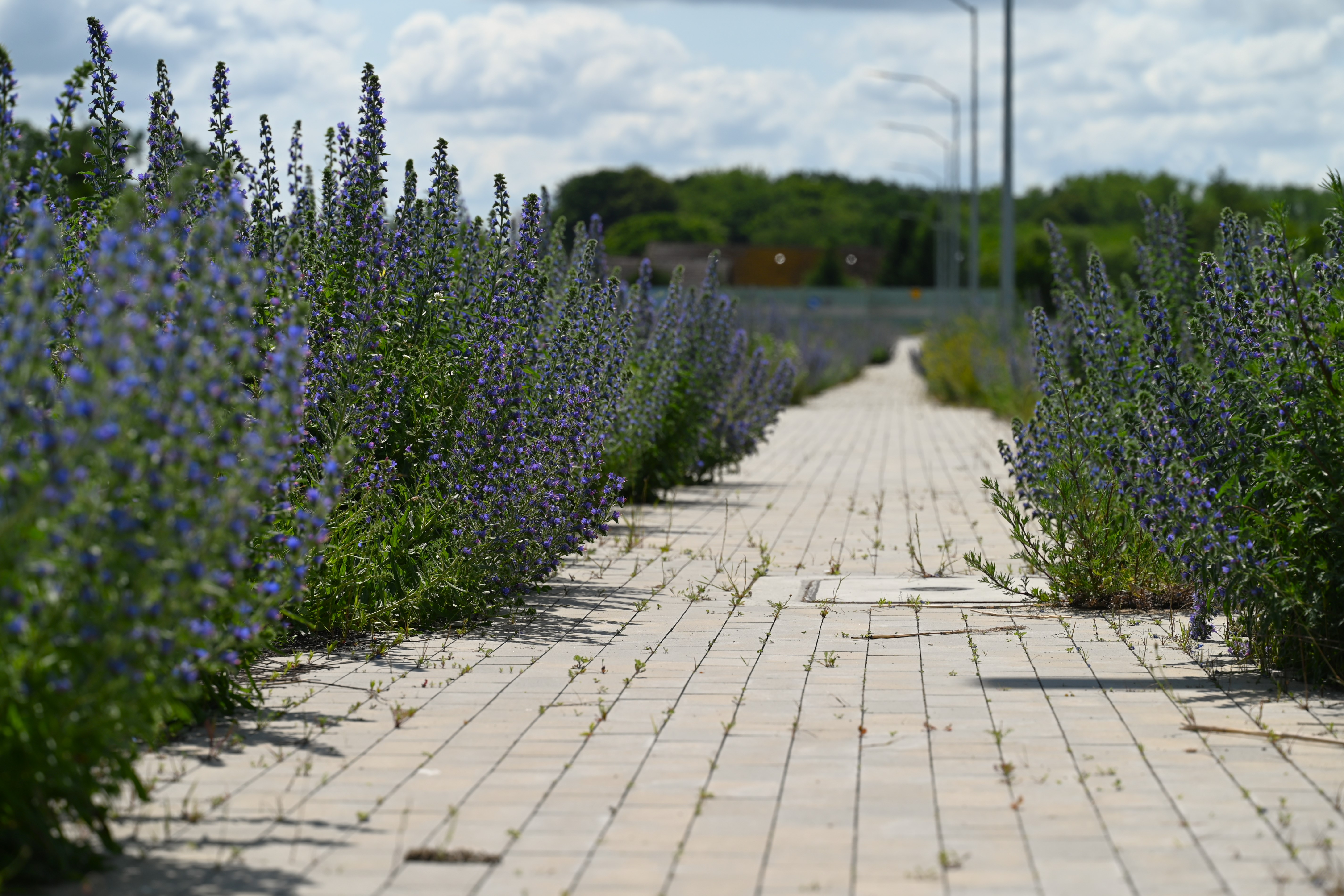
Żmijowce na przydrożu

RozwójRoślina dwuletnia, ciepłolubny hemikryptofit. Kwitnie od czerwca do października. Kwiaty zapylane są przez błonkówki, szczególnie przez większe gatunki z rodziny pszczołowatych. Rolę powabni spełniają nie tylko kwiaty, ale także czerwono kropkowana łodyga. Esowato wygięte pręciki stanowią podporę dla owadów pobierających z kwiatów nektar. Przystosowaniami zapobiegającymi samozapyleniu są: przedprątność oraz różna długość słupka i pręcików (słupek jest wyższy).
SiedliskoRoślina synantropijna, występująca głównie na ciepłych siedliskach ruderalnych; na suchych łąkach, nadrzecznych kamieniskach i skarpach, terenach kolejowych, nieużytkach, hałdach, w murawach kserotermicznych. W Polsce rośnie głównie na niżu i na wyżynach, na pogórzu tylko w cieplejszych i rozległych dolinkach. Preferuje podłoże suche, piaszczysto-żwirowate, lotne piaski i gleby aluwialne o odczynie zarówno obojętnym, jak i kwaśnym czy zasadowym. Znosi dobrze nawet długotrwałe susze ze względu na bardzo głęboki system korzeniowy. W klasyfikacji zbiorowisk roślinnych gatunek charakterystyczny dla Ass. Echio-Melilotetum. Rosnąc potrafi szybko pokryć świeże skarpy drogowe lub kolejowe.
Cechy fitochemiczneRoślina trująca. Zawiera trujące alkaloidy i nie jest zjadana przez zwierzęta. W produktach suchej destylacji występuje 28% tlenku wapnia, 26% krzemionki i 25% soli potasowych. Barwa kwiatów zależy od stopnia kwasowości soku komórkowego; w młodych kwiatach jest on kwaśny, co nadaje im czerwoną barwę, w dojrzałych kwiatach jest obojętny lub zasadowy, co nadaje kwiatom niebieską barwę.
Korelacje międzygatunkoweJest rośliną żywicielską larw motyla rusałki osetnik (Vanessa cardui), larw chrząszczy Longitarsus anchusae, Longitarsus curtus, Longitarsus exoletus, Longitarsus quadriguttatus, Meligethes planiusculus, dorosłych postaci chrząszczy Mogulones asperifoliarum, Mogulones geographicus, pluskwiaków Graptopeltus lynceus. Na żmijowcu pasożytują także niektóre gatunki grzybów: Golovinomyces cynoglossi  powodujący mączniaka prawdziwego i Leptosphaeria cesatiana.
Genetyka i zmiennośćLiczba chromosomów 2n = 32. Występuje w 3 podgatunkach:
- Echium vulgare subsp. argentae (Pau) Font Quer,
- Echium vulgare subsp. asturicum (Lacaita) Klotz,
- Echium vulgare subsp. pustulatum (Sm.) Em.Schmid & Gams[3]

## Zastosowanie

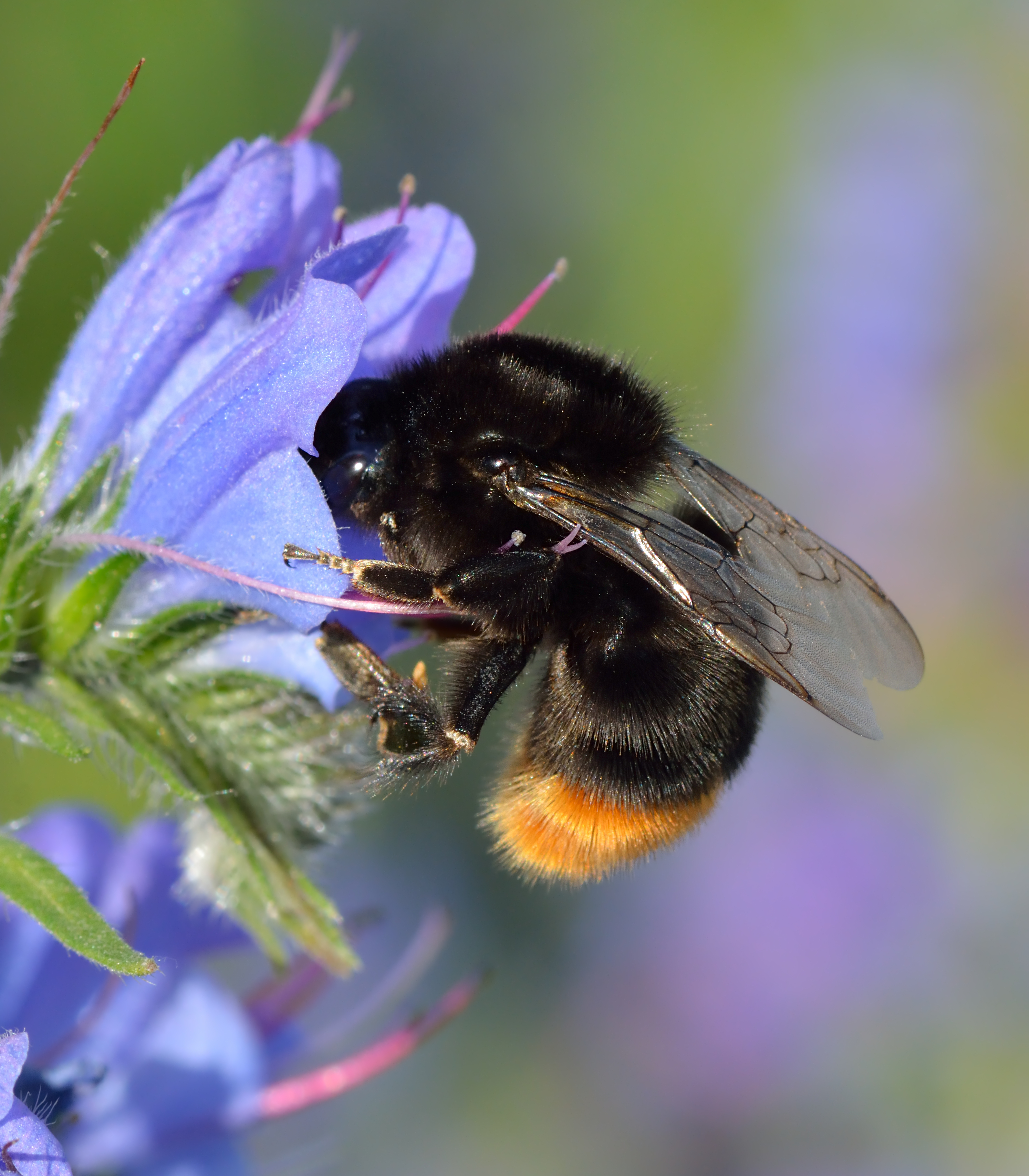
Trzmiel kamiennik zapylający kwiat

Roślina ozdobnaBywa uprawiany jako roślina ozdobna. Najlepiej prezentuje się na mieszanych rabatach kwiatowych. Oprócz typowej formy uprawiane są odmiany o kwiatach białych, różowych, purpurowych i granatowych, a także odmiany karłowe. Najlepiej rośnie w pełnym słońcu, na glebie raczej suchej i niezbyt wilgotnej (na glebie żyznej i wilgotnej rośnie zbyt bujnie i kwitnie słabiej). Po przekwitnięciu roślinę delikatnie przycina się. Rozmnaża się przez sadzonki lub wysiew nasion wiosną. Nadaje się do stref mrozoodporności 7-10.
Roślina użytkowa
- Cenna roślina miododajna[9] o dużej wydajności. Z 1 ha można otrzymać około 400 kg jasnożółtego miodu[12][18], cenionego ze względu na smak i aromat[18].
- Dawniej używany był jako trutka na szczury[4].
- Z nasion wytłaczano dawniej olej[11].
- Młode liście mają łagodny, śluzowaty smak i nadają się do jedzenia na surowo lub po ugotowaniu. Według niektórych jednak źródeł są trujące[19].

Roślina leczniczaW farmacji stosuje się ziele (Herba Echii), które jest bogate w alkaloidy pirolizydynowe: echiinę, echimidynę, homo-echimidynę, acetyloechimidynę, konsolidynę, cynoglosynę, konsolicynę oraz echiuvulgarinę. Zawiera także garbniki, krzemionkę, fitosterole, saponiny, olejek eteryczny i śluzy. Działa na układ nerwowy kojąc i wyciszając nerwy. Ma właściwości przeciwkaszlowe, a także gojące rany i przeciwtrądzikowe. Wykorzystywany w leczeniu tzw. domowymi sposobami. Jednak należy uważać, gdyż jego przedawkowanie skutkuje uszkodzeniem wątroby oraz halucynacjami. Korzeń był dawniej stosowany w leczeniu padaczki, a także w medycynie ludowej jako środek przeciwbólowy i środek przeciw ukąszeniom żmii.

## Uprawa
Rozmnażany jest z nasion. Wysiew wykonać można od razu po zbiorze nasion lub wiosną, przy czym ten drugi termin pozwala uniknąć strat od mrozu w młodych roślinach. Nasiona przykrywa się cienką (1 cm) warstwą gleby.